# Hydropsyche marqueti
Hydropsyche marqueti är en nattsländeart som beskrevs av Navás 1907. Hydropsyche marqueti ingår i släktet Hydropsyche och familjen ryssjenattsländor. Inga underarter finns listade i Catalogue of Life.